# Coryphaenoides semiscaber
Coryphaenoides semiscaber är en fiskart som beskrevs av Gilbert och Carl Leavitt Hubbs 1920. Coryphaenoides semiscaber ingår i släktet Coryphaenoides och familjen skolästfiskar. Inga underarter finns listade i Catalogue of Life.